# Аттели, Лоик
Лоик Аттели (фр. Loïc Attely, р.26 ноября 1977) — французский фехтовальщик-рапирист, чемпион мира, призёр чемпионатов Европы.

## Биография
Родился в 1977 году в Камбре. В 2001 году завоевал золотую и серебряную медали чемпионата мира, а также бронзовую медаль чемпионата Европы. В 2002 году стал серебряным призёром чемпионата мира. В 2004 году принял участие в Олимпийских играх в Афинах, но французские рапиристы стали там лишь 5-ми, а сам он занял лишь 12-е место. В 2005 году стал бронзовым призёром чемпионата Европы. В 2006 году стал чемпионом мира в командном турнире.